# Криворіжжя (поїзд)
«Криворіжжя» — нічний швидкий фірмовий пасажирський поїзд Придніпровської залізниці № 75/76 сполученням Кривий Ріг — Київ — Кривий Ріг. Протяжність маршруту складає  496 км. На цей поїзд є можливість придбати електронний квиток.

## Історія
Під час новорічних свят поїзд курсує за маршрутом Кривий Ріг — Ужгород, а влітку, до російського вторгнення у 2022 року, курсував за маршрутом Київ — Херсон.
На початку літа 2019 року курсував за маршрутом Київ — Брилівка.
З 18 березня по 1 червня 2020 року поїзд тимчасово був скасований, через пандемію COVID-19. З 2 червня 2020 року відновлено курсування поїзда за звичайним графіком руху.
З 27 грудня 2018 по 11 січня 2019 року поїзду було продовжено маршрут руху до станції Ужгород через станцію Київ-Пасажирський. З 14 червня по 29 серпня 2019 року продовжено маршрут руху поїзда до станції Херсон через станції Апостолове, Блакитне, Біла Криниця та Снігурівку.
З 30 червня 2023 року в поїзді запроваджений пілотний проєкт — продаж проїзних документів у жіночі купе, який можливий виключно у мобільному застосунку «Укрзалізниці». Жіночі купе відповідно марковані у застосунку, а посадка до таких купе відкрита виключно жінкам та дітям, яким не виповнилося 6 років. Вартість проїзду в жіночих купе не відрізняється від звичайної, кількість квитків на одне замовлення обмежена чотирма.

## Інформація про курсування
Поїзд «Криворіжжя» курсує цілий рік, щоденно. На маршруті руху зупиняється на 8 проміжних станціях:
- Рокувата
- П'ятихатки-Стикова (технічна зупинка, зміна локомотивів різних типів струму)
- Олександрія
- Користівка
- Знам'янка-Пасажирська
- Імені Тараса Шевченка
- Городище
- Миронівка.

Під час прямування на Кривий Ріг також зупиняється на станції Трипілля-Дніпровське.
| Розклад руху поїзда «Криворіжжя» (з 13.12.2020) | Розклад руху поїзда «Криворіжжя» (з 13.12.2020) | Розклад руху поїзда «Криворіжжя» (з 13.12.2020) | Розклад руху поїзда «Криворіжжя» (з 13.12.2020) | Розклад руху поїзда «Криворіжжя» (з 13.12.2020) |
| Час прибуття                                    | Час відправлення                                | Станція                                         | Час прибуття                                    | Час відправлення                                |
| ----------------------------------------------- | ----------------------------------------------- | ----------------------------------------------- | ----------------------------------------------- | ----------------------------------------------- |
| —                                               | 20:45                                           | Кривий Ріг                                      | 05:38                                           | —                                               |
| 06:24                                           | —                                               | Київ                                            | —                                               | 20:05                                           |

Актуальний розклад руху вказано у розділі «Розклад руху призначених поїздів» на офіційному вебсайті «Укрзалізниці».

## Склад поїзда
В обігу два склади поїзда формування вагонного депо ПКВЧ-9 Придніпровської залізниці.
Зазвичай поїзд складається з 16-18 вагонів (в залежності від завантаження) різних класів комфортності:
- Вагон 1 - плацкартний (1 класу);
- Вагони 2,3,4 - купейні (1 класу)
- Вагон 5 - купейний (1 класу) жіночій (квитки в продажу виключно для жінок);
- Вагон 6 - купейний (1 класу) який має окреме купе для інклюзивних пасажирів, вагон обладнаний пандусом для пасажирів на візках.
- Вагон 7 - люкс (1 класу)
- Вагон 8 - купейний (2 класу)
- Вагон 9 - люкс (2 класу)
- Вагон 10 - купейний (2 класу)
- Вагони 11,12 - плацкартні (2 класу)
- Вагон 13 - купейний (2 класу)
- Вагони 14,15,16,17,18 - плацкартні (2 класу)

Нумерація вагонів від Кривого Рогу — від локомотива поїзда, з Києва — з хвоста поїзда.